# Next Top Model (Hy Lạp mùa 1)
Mùa đầu tiên của Next Top Model được dựa theo America's Next Top Model của Tyra Banks. Các giám khảo cho mùa đầu tiên là Vicky Kaya, Jenny Balatsinou, Christoforos Kotentos và Haris Christopoulos.
Điểm đến quốc tế của mùa này là Milan dành cho top 7 (top 6) và Luân Đôn dành cho top 4 (top 3).
Người chiến thắng trong cuộc thi là Seraina Kazamia, 20 tuổi từ Crete. Cô giành được:
- 1 hợp đồng người mẫu với MP Management ở Milan
- Lên ảnh bìa tạp chí Madame Figaro
- 1 hợp đồng quảng cáo với BSB Fashion
- 1 hợp đồng quảng cáo với Maybelline New York
- 1 chiếc đồng hồ Dior trị giá $18,000

## Các thí sinh
(Tuổi tính từ ngày dự thi)
| Thí sinh                     | Tuổi | Chiều cao              | Quê quán  | Bị loại ở | Hạng               |
| ---------------------------- | ---- | ---------------------- | --------- | --------- | ------------------ |
| Zoe Tranoudaki               | 20   | 1,77 m (5 ft 9+1⁄2 in) | Athens    | Tập 2     | 18                 |
| Vaso Vilegas                 | 18   | 1,71 m (5 ft 7+1⁄2 in) | Athens    | Tập 3     | 17                 |
| Nina Kalogeropoulou-Knezevic | 16   | 1,70 m (5 ft 7 in)     | Chalcis   | Tập 4     | 16 (dừng cuộc thi) |
| Katia Marinaki               | 23   | 1,73 m (5 ft 8 in)     | Larissa   | Tập 4     | 15                 |
| Danae Georganda              | 19   | 1,73 m (5 ft 8 in)     | Nafplio   | Tập 5     | 14                 |
| Marsida Devole               | 17   | 1,70 m (5 ft 7 in)     | Athens    | Tập 6     | 13                 |
| Anthi Tsompanidou            | 18   | 1,72 m (5 ft 7+1⁄2 in) | Orestiada | Tập 7     | 12 (dừng cuộc thi) |
| Areti Stathopoulou           | 19   | 1,67 m (5 ft 5+1⁄2 in) | Patras    | Tập 8     | 11                 |
| Denia Agalianou              | 18   | 1,71 m (5 ft 7+1⁄2 in) | Zakynthos | Tập 9     | 10                 |
| Ramona Koseleva              | 22   | 1,75 m (5 ft 9 in)     | Katerini  | Tập 10    | 9 (dừng cuộc thi)  |
| Christina Pantelidi          | 18   | 1,71 m (5 ft 7+1⁄2 in) | Loutraki  | Tập 11    | 8                  |
| Nayla Gougni                 | 23   | 1,75 m (5 ft 9 in)     | Athens    | Tập 13    | 7                  |
| Athina Mourkoussi            | 20   | 1,74 m (5 ft 8+1⁄2 in) | Athens    | Tập 14    | 6                  |
| Dimitra Alexandraki          | 19   | 1,75 m (5 ft 9 in)     | Crete     | Tập 16    | 5                  |
| Maria Iltsevich              | 23   | 1,77 m (5 ft 9+1⁄2 in) | Lesbos    | Tập 18    | 4–3                |
| Ioanna Dedi                  | 21   | 1,72 m (5 ft 7+1⁄2 in) | Athens    | Tập 18    | 4–3                |
| Monika Kwiecien              | 18   | 1,76 m (5 ft 9+1⁄2 in) | Athens    | Tập 18    | 2                  |
| Seraina Kazamia              | 20   | 1,74 m (5 ft 8+1⁄2 in) | Crete     | Tập 18    | 1                  |

## Thứ tự gọi tên
| Thứ tự | Tập       | Tập       | Tập       | Tập       | Tập       | Tập       | Tập       | Tập       | Tập       | Tập       | Tập       | Tập     | Tập     | Tập          | Tập     | Tập     | Tập     | Tập | Tập |  |
| Thứ tự | 1         | 2         | 3         | 4         | 5         | 6         | 7         | 8         | 9         | 10        | 11        | 13      | 14      | 15           | 16      | 18      | 18      |     |     |  |
| ------ | --------- | --------- | --------- | --------- | --------- | --------- | --------- | --------- | --------- | --------- | --------- | ------- | ------- | ------------ | ------- | ------- | ------- | --- | --- |  |
| 1      | Ioanna    | Monika    | Ioanna    | Ioanna    | Nayla     | Seraina   | Monika    | Seraina   | Monika    | Dimitra   | Athina    | Maria   | Ioanna  | Ioanna       | Maria   | Seraina | Seraina |     |     |  |
| 2      | Seraina   | Christina | Christina | Monika    | Marsida   | Nayla     | Ramona    | Maria     | Ramona    | Ioanna    | Ioanna    | Athina  | Seraina | Dimitra      | Monika  | Monika  | Monika  |     |     |  |
| 3      | Danae     | Danae     | Danae     | Danae     | Monika    | Ioanna    | Seraina   | Nayla     | Nayla     | Seraina   | Dimitra   | Ioanna  | Maria   | Seraina      | Seraina | Ioanna  |         |     |     |  |
| 4      | Zoe       | Ioanna    | Marsida   | Anthi     | Ioanna    | Maria     | Ioanna    | Athina    | Athina    | Athina    | Maria     | Monika  | Monika  | Maria Monika | Ioanna  | Maria   |         |     |     |  |
| 5      | Vaso      | Marsida   | Nayla     | Christina | Maria     | Dimitra   | Maria     | Christina | Seraina   | Maria     | Nayla     | Seraina | Dimitra | Maria Monika | Dimitra |         |         |     |     |  |
| 6      | Athina    | Dimitra   | Dimitra   | Ramona    | Ramona    | Christina | Areti     | Ioanna    | Ioanna    | Monika    | Seraina   | Dimitra | Athina  |              |         |         |         |     |     |  |
| 7      | Marsida   | Seraina   | Nina      | Athina    | Denia     | Monika    | Athina    | Dimitra   | Dimitra   | Nayla     | Monika    | Nayla   |         |              |         |         |         |     |     |  |
| 8      | Nayla     | Areti     | Athina    | Marsida   | Seraina   | Athina    | Nayla     | Monika    | Maria     | Ramona    | Christina |         |         |              |         |         |         |     |     |  |
| 9      | Ramona    | Katia     | Denia     | Nayla     | Anthi     | Denia     | Dimitra   | Ramona    | Christina | Christina |           |         |         |              |         |         |         |     |     |  |
| 10     | Areti     | Ramona    | Ramona    | Areti     | Areti     | Anthi     | Christina | Denia     | Denia     |           |           |         |         |              |         |         |         |     |     |  |
| 11     | Katia     | Nayla     | Katia     | Seraina   | Christina | Ramona    | Denia     | Areti     |           |           |           |         |         |              |         |         |         |     |     |  |
| 12     | Nina      | Nina      | Areti     | Dimitra   | Athina    | Areti     | Anthi     |           |           |           |           |         |         |              |         |         |         |     |     |  |
| 13     | Denia     | Vaso      | Seraina   | Denia     | Dimitra   | Marsida   |           |           |           |           |           |         |         |              |         |         |         |     |     |  |
| 14     | Christina | Anthi     | Monika    | Katia     | Danae     |           |           |           |           |           |           |         |         |              |         |         |         |     |     |  |
| 15     | Dimitra   | Denia     | Anthi     | Nina      |           |           |           |           |           |           |           |         |         |              |         |         |         |     |     |  |
| 16     | Monika    | Athina    | Vaso      |           |           |           |           |           |           |           |           |         |         |              |         |         |         |     |     |  |
| 17     | Anthi     | Zoe       |           |           |           |           |           |           |           |           |           |         |         |              |         |         |         |     |     |  |

     Thí sinh được miễn loại
     Thí sinh ban đầu bị loại nhưng được cứu
     Thí sinh bị loại
     Thí sinh dừng cuộc thi
     Thí sinh không bị loại khi rơi vào cuối bảng
     Thí sinh chiến thắng cuộc thi
- Tập 1 là tập casting. Từ 200 cô gái đã được giảm xuống còn 17 thí sinh chung cuộc.
- Trong tập 4, Nina dừng cuộc thi vì vấn đề ở trường. Cô đã được thay thế bởi Maria, người bị loại ở vòng casting, sau khi Katia bị loại.
- Trong tập 6, ban đầu Areti và Marsida đều bị loại, nhưng Vicky đã quyết định sẽ cứu Areti.
- Trong tập 7, Monika được miễn loại vì có bức ảnh đẹp nhất. Anthi dừng cuộc thi sau khi rơi vào cuối bảng với Denia. Vicky thông báo rằng cô đã vốn bị loại trừ bất kể quyết định dừng cuộc thi của cô.
- Trong tập 8, Seraina được miễn loại vì có bức ảnh đẹp nhất. Denia ban đầu bị loại nhưng cô đã được cứu vì hành vi không chuyên nghiệp của Areti trước các giám khảo.
- Trong tập 10, Ramona dừng cuộc thi sau khi rơi vào cuối bảng với Christina và vì điều đó nên đã tự động cứu Christina khỏi bị loại. Vicky không thông báo ai là người bị loại, nhưng cô ấy đang giữ ảnh của Ramona trong tay.
- Tập 12 là tập ghi lại khoảnh khắc từ đầu cuộc thi.
- Trong tập 13, Nayla không thể đến Milan do một số tài liệu du lịch còn thiếu và phải tham gia buổi chụp hình tại Athens.
- Trong tập 17, Maria không thể đến Luân Đôn do một số tài liệu du lịch còn thiếu và không tham gia vào buổi chụp hình. Không có buổi đánh giá hoặc loại trừ. Cả bốn cô gái đều được an toàn.
- Trong tập 18, các cô gái được chia thành hai nhóm và được gọi về phía trước. Một trong số họ sẽ tiếp tục và người kia sẽ bị loại. Maria & Seraina là nhóm đầu tiên và Ioanna & Monika là nhóm thứ hai.

### Buổi chụp hình
- Tập 1: Áo tắm (casting)
- Tập 2: Ảnh chân dung vẻ đẹp với rắn
- Tập 3: Tạo dáng trong nhà máy làm thịt
- Tập 4: Tạo dáng dưới nước
- Tập 5: Khỏa thân trên cánh hoa hồng dựa theo American Beauty
- Tập 6: Đồ lót trên đài phun nước
- Tập 7: Leo núi trong trang phục sặc sỡ
- Tập 8: Tạo dáng với xe đua của đội McLaren trong Formula One
- Tập 9: Hóa thân thành những ngôi sao của âm nhạc hiện đại Mỹ
- Tập 10: Đồ lót trên giường với người mẫu nam
- Tập 11: Người giúp việc quyến rũ của ông già Noel
- Tập 13: Thiết kế của Roberto Cavalli trên đường phố Milan
- Tập 14: Thời trang thời Phục Hưng
- Tập 15: Người Di-gan với ngựa
- Tập 16: Nàng tiên trên không; Ảnh chân dung vẻ đẹp với sơn; Ảnh bìa tạp chí Nitro
- Tập 17: Ảnh trắng đen Haute Couture trong lâu đài
- Tập 18: Haute Couture phong cách thủy thủ trên thuyền; Đồ lót trong tuyết